# 松平好景
松平好景（1517年—1561年5月28日），日本戰國時代的武將。深溝松平家第2代當主。父親是深溝松平家初代當主松平忠定。三河國深溝城城主。

## 略歷
在永正14年（1517年）出生。在善明堤之戰中，因為過於深入敵陣，被敵方的伏兵包圍並戰死。首級被埋在向野首塚。
另外，一說死去年份是弘治2年（1556年）（『家忠日記』）。

## 外部連結
- 三代松平信光から分かれた松平一族 （页面存档备份，存于）
- 向野の首塚 （页面存档备份，存于）